# Long Live the Queen
Long Live the Queen (Larga Vida a la Reina) es un videojuego de simulación estilo RPG con gráficos inspirados en anime shojo, desarrollado por Hanako Games y Spiky Caterpilar y publicado por Hanako Games. El juego trata a cerca de una joven princesa que se prepara para gobernar tras la muerte de su madre. El objetivo principal es mantener a la princesa viva por 40 semanas hasta que cumpla 15 años y sea coronada. En julio de 2022, Long Live the Queen was released on PlayStation 4, PlayStation 5, Xbox One, Xbox Series, y Nintendo Switch by Ratalaika Games. Fue traducido a Francés, Español, Alemán, y Japonés.

## Argumento
La reina Nova ha muerto recientemente, su hija de 14 años, la princesa Elodie, debe dejar sus estudios y prepararse para ser la nueva reina. Su coronación está preparada para dentro de 40 semanas, en su decimoquinto cumpleaños. Elodie tratará de sobrevivir en una corte en la que la mayoría buscan aprovecharse de la reciente muerte de la reina y tratan de asesinar a la heredera al trono.

## Sistema de Juego
El juego tiene parte de visual novel, en la que lees la historia, además de eso sigues el horario de Elodie y sus lecciones semanales en temas como economía, asuntos externos, expresión, estrategia militar, defensa personal, intrigas, lenguaje ambiguo y magia. Dependiendo de esas actividades, Elodie mejora sus diferentes estadísticas. Además, durante el fin de semana la princesa puede elegir una actividad que altera su humor. Tiene cuatro ejes emocionales, y su posición en cada uno de ellos determina su capacidad en ciertos temas: por ejemplo, estar "Dispuesta" le ayudará a mejorar sus habilidades militares y de intriga, pero complicará el aprendizaje de las habilidades civiles y actitud real. Una vez que las tres sub habilidades de una habilidad principal suban hasta cierto punto (alrededor de 30 puntos cada una), Elodie obtiene un conjunto que potencia una habilidad en concreto. Aprended ciertas habilidades desbloquea actividades de fin de semana adicionales: por ejemplo, aprender "Danza" le permite ir a bailes, mientras que la habilidad "Reflejos" hace que pueda jugar al tenis. 
A medida que la semana avanza, Elodie se encuentra con varias oportunidades sociales y políticas. Cuando ocurren estos eventos el juego comprueba las habilidades de Elodie y según ellas, determina un resultado, muchas veces sin dejarle al jugador intervenir. Muchos de estos eventos pueden ser fallados sin consecuencia pero a veces pueden alterar por completo el rumbo de la historia o, muy a menudo presentan una situación de vida o muerte, si las habilidades no son lo suficientemente altas, Elodie muere de distintas formas.
El juego tiene muchos finales posibles, que varían dependiendo de con quien se casa Elodie, como trata con las naciones vecinas, su habilidad con la magia, el destino de su padre Joslyn, y por supuesto si Elodie sobrevive a su coronación o no.

## Desarrollo
El juego fue desarrollado por Hanako Games, creador también de Cute Knight, Cute Knight Kingdom y Magical Diary, todos orientados principalmente hacia un público femenino. En Long Live the Queen optan por una temática más oscura que la de los anteriores títulos.
Una actualización gratuita salió el 26 de enero de 2015 añadiendo nuevos personajes, más historia, nuevos finales y otros contenidos.